# Karlovice (okres Bruntál)
Obec Karlovice (německy Karlsthal) se nachází v okrese Bruntál v Moravskoslezském kraji. Žije zde 961 obyvatel. Karlovice leží v údolí řeky Opavy, východně od Vrbna pod Pradědem. Střed obce se nachází v nadmořské výšce kolem 480 m a je obklopen kopci v rozmezí výšek od 600 až více než 730 m nadmořské výšky.

## Části obce
- Karlovice (k. ú. Karlovice ve Slezsku, Adamov u Karlovic a Nové Purkartice)
- Zadní Ves (k. ú. Karlovice ve Slezsku)

## Názvy existujících a zaniklých částí
- Karlovice (1880 Starý Karlstál, dříve Hutě), německy Karlsthal[4] (1869 Alt-Karlsthal), polsky Karłowice.
- Adamov (1880 Adamstál), německy Adamsthal, polsky Adamów.
- Nové Purkartice, německy Neubürgersdorf (1890 Neu-Bürgersdorf), polsky Nowe Purkarcice.
- Zadní Ves, německy Hinterdorf (Hinterdorf bei Karlsthal).

## Historie
Nejstarším osídleným místem v prostoru dnešní obce byl hrad Freudenštejn založený již v 2. polovině 13. století a opuštěný v polovině 14. století. Na místě obce připomínány nejprve hamry, kolem nich pak vznikla obec Hütten (Hutě). Připomínaná roku 1558 a 1615. Zanikla během třicetileté války. Na počátku 18. století obec obnovena a vystavěny nové hamry na železo. Po prvním majiteli krnovském knížeti Karlu z Lichtenštejna nazvána Karlstahl (česky Karlovo údolí). Železné hamry zanikly v 1. polovině 19. století, stejně jako bělidla. Naopak se rozvíjel dřevařský a papírenský průmysl. Od roku 1848 zde byla papírna a továrna na lepenku. Od roku 1868 zde byla továrna na nábytek, pila a stolařství. Od roku 1876 další továrna na lepenku, s pilou a dřevoprůmyslem F. Bartsche, která měla roku 1928 60 zaměstnanců a i elektrárnu. Zaznamenány jsou i velkoobchody s dřívím. Existovalo zde několik dalších pil a mlýnů. Vyráběla se zde břidlice, dýmky, šindele a razítka. Na počátku 19. století se zde vyráběl také javorový cukr.
Pošta byla otevřena roku 1869. Od roku 1892 zde byla záložna a za první republiky i konzum. Existovalo zde několik hotelů a penzion. Dařilo se i lázeňství. Lázně a léčebný ústav pro krevní oběh, srdeční a nervové choroby se připomínají roku 1930 a 1935. Od roku 1908 zde byl zemský chudobinec. Obecná veřejná škola se připomíná roku 1848 a roku 1900 měla tři třídy. V letech 1876 až 1920 zde byla evangelická obecná škola. Až do roku 1848 patřila obec ke krnovské komoře. Částí obce je katastrální obec Nové Purkartice a od roku 1953 obec Adamov.
V roce 1918 se obec nakrátko stala součástí německé provincie Sudetenland. V letech 1937–1938 se v okolí budovaly lehké pěchotní objekty vzor 37 jako součást opevnění Československa. Roku 1938 byla připojena k Německu a 8. května 1945 byla obsazena Rudou armádou. Až do druhé světové války žilo v obci prakticky jen německy mluvící obyvatelstvo, které bylo vysídleno.

### Vývoj počtu obyvatel
Počet obyvatel celé obce Karlovice podle sčítání nebo jiných úředních záznamů:

| Rok            | 1869 | 1880 | 1890 | 1900 | 1910 | 1921 | 1930 | 1950 | 1961 | 1970 | 1980 | 1991 | 2001 |
| -------------- | ---- | ---- | ---- | ---- | ---- | ---- | ---- | ---- | ---- | ---- | ---- | ---- | ---- |
| Počet obyvatel | 2616 | 2595 | 2491 | 2214 | 2151 | 2026 | 2186 | 1062 | 1270 | 1152 | 1037 | 1062 | 1148 |

1. ↑  z toho: 12 Čechoslováků (11 Karlovice+Zadní Ves, 1 Nové Purkartice), 2147 Němců (1294 Karlovice+Zadní Ves, 260 Adamov, 225 Nové Karlovice, 368 Nové Purkartice); 1558 řím. kat. (1002 Karlovice+Zadní Ves, 102 Adamov, 156 Nové Karlovice, 298 Nové Purkartice), 605 evang. (294 Karlovice+Zadní Ves, 163 Adamov, 70 Nové Karlovice, 78 Nové Purkartice), 1 čsl. (Karlovice+Zadní Ves), 21 bez vyzn. (20 Karlovice+Zadní Ves, 1 Nové Purkartice)
2. ↑  z toho: 1 057 Čechů, Moravanů a Slezanů, 41 Slováků, 17 Němců, 2 Poláci; 256 řím. kat., 1 čsl. hus., 12 evang., 695 bez vyzn.

V celé obci Karlovice je evidováno 462 adres: 392 čísel popisných (trvalé objekty) a 70 čísel evidenčních (dočasné či rekreační objekty). Při sčítání lidu roku 2001 zde bylo napočteno 302 domů, z toho 267 trvale obydlených.
Počet obyvatel samotných Karlovic (včetně Adamova, Nových Karlovic a Nových Purkartic) podle sčítání nebo jiných úředních záznamů:
  
| Rok            | 1890 | 1900 | 1910 | 1930 | 1970 | 1980 | 1991 | 2001 |
| -------------- | ---- | ---- | ---- | ---- | ---- | ---- | ---- | ---- |
| Počet obyvatel | 1962 | 1717 | 1686 | 1708 | 935  | 877  | 957  | 1027 |

1. ↑  z toho: Karlovice (Přední Ves) 839, Adamov 265, Nové Karlovice 227, Nové Purkartice 377
2. ↑  z toho: Karlovice 884, Adamov 0, Nové Purkartice 143

V samotných Karlovicích je evidováno 352 adres : 323 čísel popisných a 29 čísel evidenčních. Při sčítání lidu roku 2001 zde bylo napočteno 258 domů (207 v Karlovicích, 51 v Nových Purkarticích a v Adamově žádný), z toho 227 trvale obydlených.
V roce 2019 byl na Kobylím potoku dobudován suchý poldr Jelení pro ochranu Karlovic před povodněmi.

## Pamětihodnosti
- Pozdně barokní filiální kostel sv. Jana Nepomuckého – vystavěn v letech 1777-79, na místě dřevěné kaple z roku 1725. Jednolodní stavba s odsazeným kněžištěm, sakristií na jihozápadě a věží nad vstupní částí.Kostel je kulturní památkou ČR.[12]
- Kosárna – postavena roku 1600 a upravena 1754. Zděné přízemí nese dřevěné patro s ochozem s vyřezávanými dřevěnými sloupky, nad ním vysoká dřevěná střecha. V kosárně se původně dále zpracovávalo železo z místních hamrů, od roku 1992 slouží jako muzeum. Kosárna je Národní kulturní památkou..[13]
- Dům č.p. 280 – barokní jednopatrový dvojkřídlý objekt s mansardovou střechou a letopočtem 1745, nachází se nedaleko kostela. Dům je kulturní památkou ČR.[14]
- Areál bývalého protestantského hřbitova s kaplí.
- Freudenštejn (Freudenstein) – zřícenina hradu na ostrožně jižně od obce. Historické zprávy chybějí, hrad uváděn pouze na mapě bruntálského panství vydané roku 1579. Dle archeologických výzkumů obydlen od 2. poloviny 13. století do poloviny 14. století. Zřejmě zeměpanského založení. Hrad oválné dispozice ze tří čtvrtin obklopené příkopem a valem. Jádro obehnané až 2,5 m silnou na sucho kladenou zdí. V jádře stál podlouhlý palác, hrad zřejmě neměl věž. Vstup do jádra hradu byl zřejmě od východu. Jádro hradu jest poškozeno druhotným použitím stavebního materiálu na zde stojící novodobou kruhovou stavbu. Podobná stavba stojí v příkopě.

## Galerie

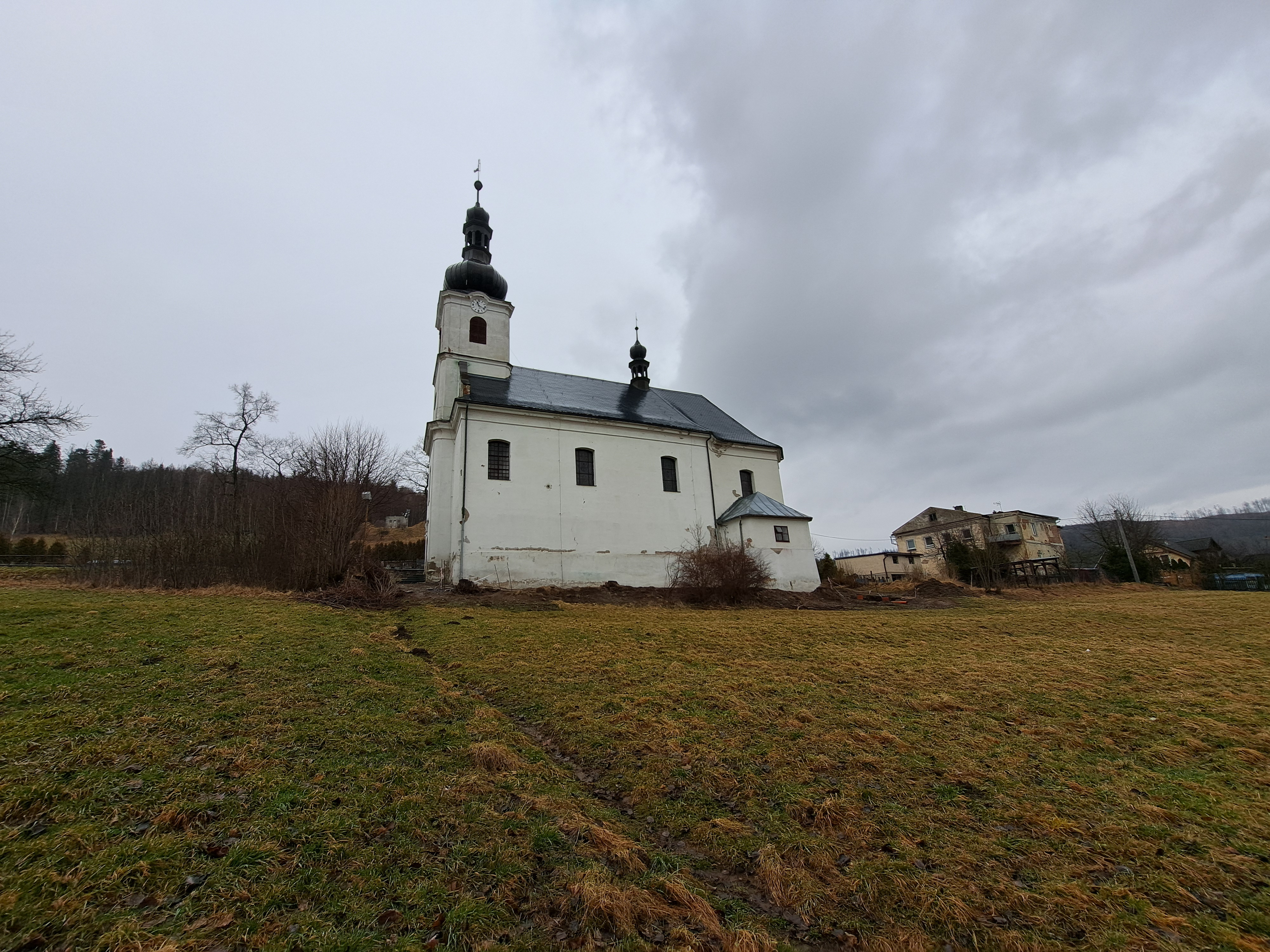
kostel sv. Jana Nepomuckého
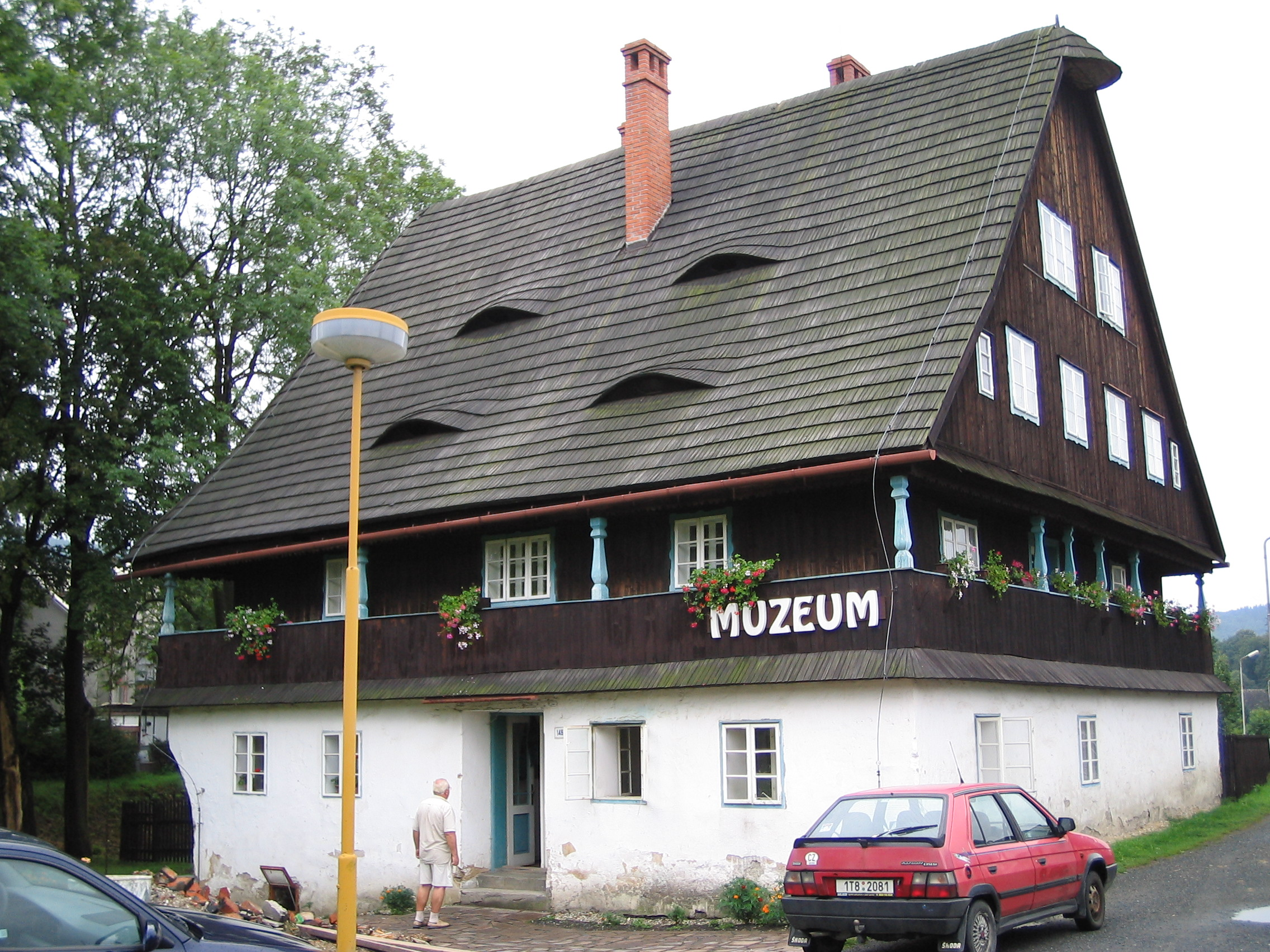
Bývalá kosárna, dnes muzeum
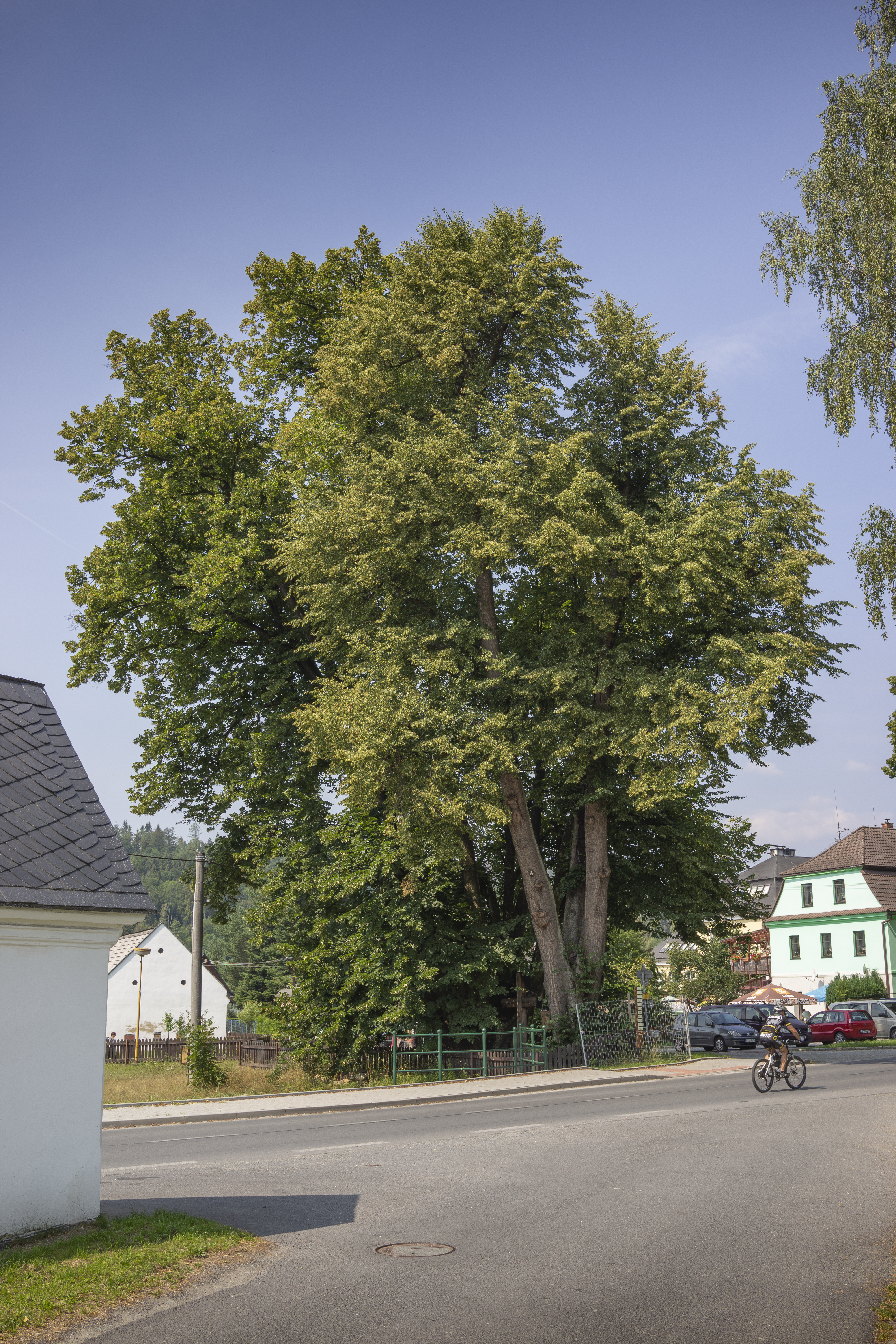
Památné lípy